# Акольхуа

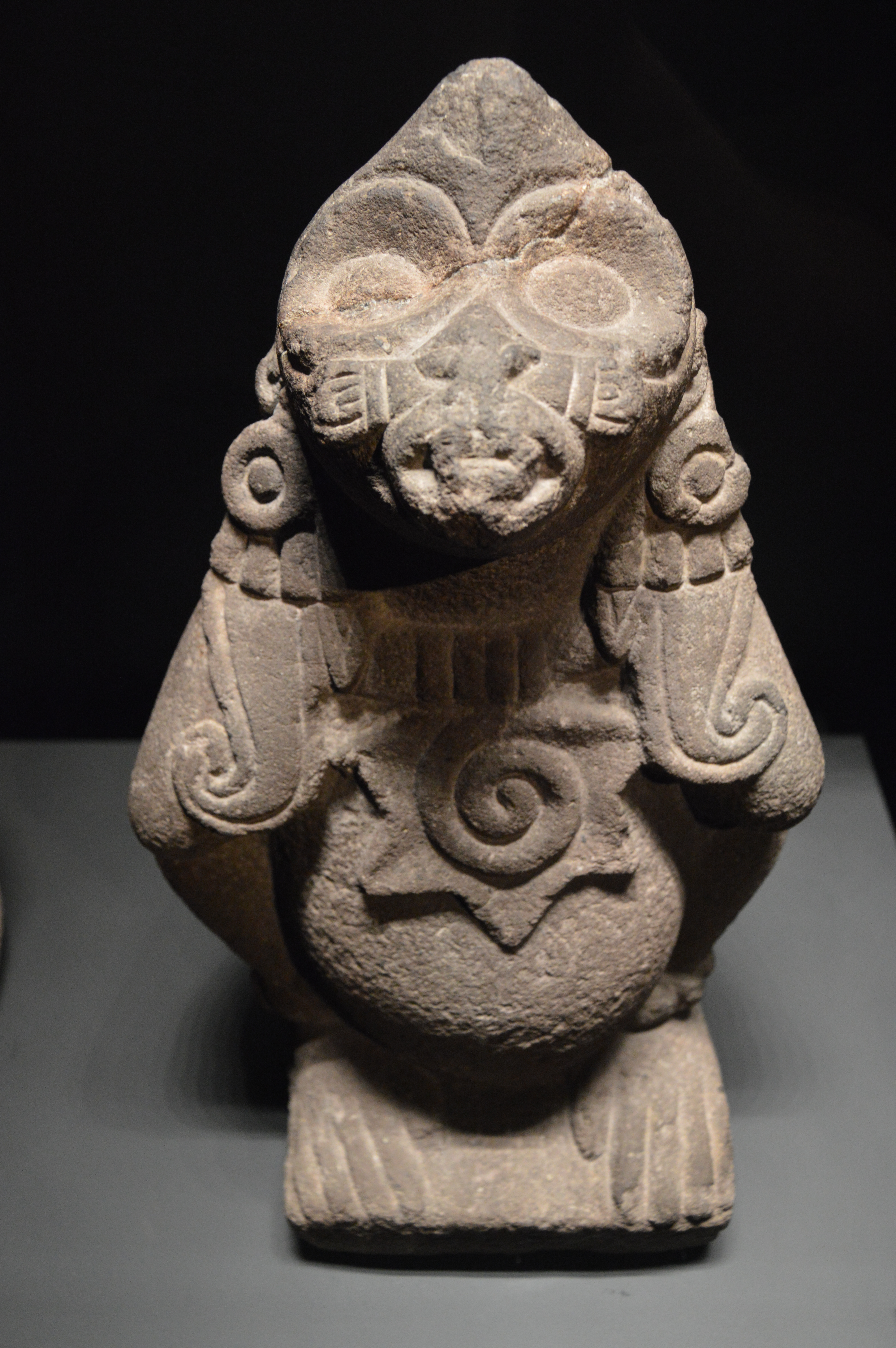
Мистецтво акольхуа

Акольхуа або акольхуас (ācōlhuah) — стародавнє плем'я Месоамерики, яке тривалий час разом із спорідненими ацтеками і тепанеками становило еліту могутньої імперії — Потрійного союзу. З часом частково асимілювалися з ацтеками, під час колоніального правління Іспанії в Мексиці повністю зникло.

## Історія
Стосовно появи племені акольхуа немає точних відомостей. Спочатку це були кочовики. На думку дослідників, вони прийшли з півночі, як й інші народи науа, з якими були споріднені. За легендою місцем прабатьківщини є Чікомосток. Акольхуа з'явилися у Мексиканській долині наприкінці XII - на початку XIII ст.
Близько 1260 року на мексиканському високогір'ї вони засновують свою столицю Коатлінчан. Інші гілки племені створюють міста держави Уешотла, Отомпан та Чімальуакан. Поступово володар Коатлінчана стає головою усіх племен акольхуа. Втім тривалий час вони вимушені були підкорятися (визнавати зверхність) могутніх чичимеків з Тескоко. Втім на думку дослідників утворився своєрідний політичний симбіоз, де акольхуа, що успадкували знання тольтеків, були інтелектуальною основою Чичимекської держави. У 1280-х роках потуга акольхуа стала потроху перевершувати чичимеків, що поринули у чвари. До 1305 року кордони влади акольхуа Коатлінчана вийшли за межі сучасного штату Пуебла.
У 1337 році плем'я акольхуас на чолі із Квінацином уклало із спорідненими племенами з міст Коатлінчан та Уешотла, завдяки чому вдалося вигнати чичимеків з міста Тескоко. При цьому загинув останній тлатоані чичимеків — ім'я його невідоме. З цього моменту воно стає столицею племені акольхуас, яку було перенесено з міста Коатлінчан. З цього моменту державу акольхуа стали називати альтепетль Тескоко. Володар Тескоко був верховним правителем усієї держави. Йому допомагала в управлінні рада з 14 «великих», які у свою чергу були правителями (тлатоке) 14 залежних від Тескоко міст-держав, що входили до цієї держави. Всі вони отримали престол безпосередньо з рук володаря акольхуа.
З 1360-х років починаються постійні війні з тепанеками, які намагалися підкорити акольхуа. Зрештою у 1390-х роках останні зазнають поразки й визнають зверхність тепанеків з Ацкапоцалько. Спроба повстати проти тепанеків у 1410-х роках завершилося новою поразкою й втратою Тескоко. Лише у 1427 році, після смерті Тезозомока, талановитого тлатоані Ацкопоцалько, акольхуа зуміли об'єднати свої сили з міштеками з Теночтітлана та тепанеками з Тлакопана й розбити ворогів. У 1428 році Тескоко стає співзасновником Потрійного союзу.
Акольхуа тривалий час займали практично рівне становище в імперії поряд з ацтеками з Теночтітлана. Втім з часом вплив цього племені став зменшуватись, а вони самі змішуватися з ацтеками. Позиції знаті акольхуа були суттєво послаблені при Монтесумі II. У 1510-х роках боротьба за владу спричинила розгардіяш серед знаті акольхуа.
При появі Ернана Кортеса у 1519 році на чолі іспанських конкістадорів, частина акольхуа перейшла на бік чужинців. Надалі вони допомогли знищити Ацтекську імперію. При цьому деякий час зберігалася своєрідна автономія акольхуа на чолі з тлатоке Тескоко. Після смерті у 1564 році володаря акольхуа Тлауітолцина, значення цього племені у Мексиці остаточно зійшло нанівець.
Протягом колоніального періоду акольхуа практично повністю втратили власну індивідуальність та економічні можливості, асимілювавшись частково з отомі, частково з іншими народами науа.